# Enganyapastors de Bates
L'enganyapastors de Bates (Caprimulgus batesi) és una espècie d'ocell de la família dels caprimúlgids (Caprimulgidae) que habita la selva humida de les terres baixes del sud de Camerun, sud-oest de la República Centreafricana, el Gabon, República del Congo, República Democràtica del Congo i sud-oest d'Uganda.